# Neaxiopsis
Neaxiopsis is een geslacht van kreeftachtigen uit de klasse van de Malacostraca (hogere kreeftachtigen).

## Soorten
- Neaxiopsis euryrhynchus (de Man, 1905)
- Neaxiopsis gundlachi (von Martens, 1872)
- Neaxiopsis orientalis de Man, 1925